# Trasformazione integrale di probabilità
In statistica, la trasformazione integrale di probabilità si riferisce al risultato che converte valori descritti come variabili casuali di una qualsivoglia distribuzione continua in variabili casuali aventi una distribuzione uniforme. Questo è sempre vero, a patto che la distribuzione utilizzata come punto di partenza sia la vera distribuzione della variabile casuale; se si è operato un fit di distribuzione ai valori, il risultato sarà approssimativamente vero per campioni abbastanza grandi.

## Implementazione
Si supponga che una variabile casuale X abbia una distribuzione continua  della quale F è la funzione di ripartizione. Si ha quindi che la variabile casuale Y definita come
{\displaystyle Y=F_{X}(X)}
ha una distribuzione uniforme. Per esempio, sia X una variabile casuale con un distribuzione normale standard (quindi X ~ N(0,1)). La sua funzione di ripartizione sarà
{\displaystyle \Phi (x)={\frac {1}{\sqrt {2\pi }}}\int _{-\infty }^{x}e^{-t^{2}/2}\,dt={\frac {1}{2}}{\Big [}\,1+\operatorname {erf} {\Big (}{\frac {x}{\sqrt {2}}}{\Big )}\,{\Big ]},\quad x\in \mathbb {R} .}
Conseguentemente la nuova variabile casuale Y, definita da Y=Φ(X), è uniformemente distribuita.

## Applicazioni
Un particolare uso che viene fatto della trasformazione integrale di probabilità nell'analisi dei dati è quella di fornire le basi per testare se un set di osservazioni può verosimilmente essere descritto da una particolare distribuzione di probabilità. In modo più specifico, questa trasformazione è applicata per costruire un equivalente set di valori che viene testato riguardo l'ipotesi di essere distribuito uniformemente.
Un secondo uso per la trasformazione si ritrova nella teoria alla base delle copulae, che sono un mezzo per definire e lavorare con distribuzioni per dati multivariati e statisticamente dipendenti.
Un ulteriore uso, detto Metodo dell'inversione, si basa nell'applicare l'inverso della trasformazione per convertire variabili uniformi in variabili aventi una diversa distribuzione a scelta.